# Storia degli ebrei nei Paesi Bassi
Gran parte della storia degli ebrei nei Paesi Bassi è compresa tra la fine del XVI secolo e la seconda guerra mondiale.
L'area oggi nota col nome di Paesi Bassi era un tempo parte dell'Impero spagnolo ma nel 1581, le province olandesi del nord dichiararono la loro indipendenza. Uno dei motivi principali fu la volontà di aderire al protestantesimo che gli spagnoli proibivano con ogni mezzo e pertanto la tolleranza religiosa fu effettivamente un elemento costituzionale importante nel nuovo stato proclamatosi indipendente. Questo inevitabilmente attrasse l'attenzione degli ebrei che erano oppressi a livello religioso in molte parti del mondo.

## Storia

### I primi anni
I primi ebrei giunsero nei Paesi Bassi nella zona dell'attuale Belgio già all'epoca della conquista romana. Poco si sa di questi primi insediamenti, oltre al fatto che non erano particolarmente numerosi. Per qualche tempo, la presenza ebrea nell'area consisteva di poche famiglie sparute. Una presenza documentata risale al XII secolo dove però si precisa come nei secoli precedenti anche nell'area gli ebrei fossero stati perseguitati ed espulsi. I registri del XII-XIII secolo riportano dibattiti e dispute tra cristiani ed ebrei anche nell'area dei Paesi Bassi, e la presenza quindi di una comunità sempre crescente, in particolare a seguito dell'espulsione degli stessi dalla Francia nel 1321 e la persecuzione nelle province dell'Hainaut e del Reno. La presenza dei primi ebrei in Gheldria risale al 1325. Gli ebrei si insediarono a Nimega, poi a Doesburg, a Zutphen ed infine ad Arnhem nel 1404. Nel XIII secolo si erano già insediati nel Brabante e nel Limburgo e in altre città come Bruxelles, Lovanio, Tienen e Maastricht. Fonti del XIV secolo riportano la presenza di ebrei anche nelle città di Anversa e Malines e nella regione della Gheldria settentrionale.
Tra il 1347 e il 1351, l'Europa conobbe la piaga della Peste Nera e questo portò inevitabilmente ad una ripresa della retorica antisemita medievale. Gli ebrei vennero ritenuti responsabili dello scoppio del morbo e della sua rapidità di diffusione tramite l'avvelenamento delle acque nei pozzi utilizzati dai cristiani. Varie cronache medievali ad esempio riportano ad esempio lo scritto di Rodolfo de Rivo (c. 1403) di Tongeren, che riportò come gli ebrei della regione fossero stati uccisi come pure nella città di Zwolle perché erano accusati di essere degli untori. L'accusa andò ad aggiungersi al fatto ordinario di essere degli ebrei, oltre ad altre accuse (reali o supposte) come l'aver rubato delle ostie da una pisside per farne dei riti magici o di utilizzare i figli dei cristiani per dei sacrifici. Per questa ragione le locali comunità ebraiche vennero quasi completamente sterminate o esiliate. Nel maggio del 1370, sei ebrei vennero bruciati al rogo nella città di Bruxelles perché accusati di aver rubato oggetti sacri.
Oltre a queste misure drastiche, tracce di abusi ed insulti a danni di ebrei si ritrovano anche in altre città come Zutphen, Deventer e Utrecht nel medesimo periodo. Delle rivolte locali massacrarono la maggior parte degli ebrei della regione ed i sopravvissuti vennero espulsi. Nel 1349 il duca di Gheldria venne autorizzato dall'imperatore Ludovico IV del Sacro Romano Impero a ricevere degli ebrei nel suo ducato dove sarebbero stati protetti dalla legge se avessero pagato regolarmente le tasse. Ad Arnhem, dove è menzionata la presenza di un medico ebreo, il magistrato locale si trovò a doverlo difendere dagli abitanti del posto. Quando gli ebrei si insediarono nella diocesi di Utrecht non è noto alle cronache, ma i primi registri rabbinici rimandano le prime riunioni locali all'epoca dei romani. Nel 1444, gli ebrei vennero espulsi dalla città di Utrecht e venne loro negato l'accesso in città sino al 1789. Vennero invece tollerati nel villaggio di Maarssen, a sole due ore di distanza, anche se la loro condizione non poteva ad ogni modo dirsi fortunata. La comunità di Maarssen fu ad ogni modo una delle più importanti e fiorenti dei Paesi Bassi. Gli ebrei vennero ammessi in Zelanda dal duca Alberto di Baviera.
Nel 1477, col matrimonio di Maria di Borgogna con l'arciduca Massimiliano, figlio dell'imperatore Federico III, i Paesi Bassi entrarono tra i possedimenti della corona d'Austria e quindi dell'Impero spagnolo. Nel XVI secolo, con le persecuzioni di Carlo V e Filippo II di Spagna, i Paesi Bassi vennero coinvolti in una serie di lotte disperate ed eroiche per l'egemonia. Nel 1522, Carlo V emise un proclama in Gheldria e ad Utrecht contro il lassismo di certi cristiani e contro gli ebrei non battezzati; tale editto venne riproposto nuovamente nel 1545 e nel 1549 col crescere dei protestanti nell'area. Nel 1571 il duca d'Alba notificò alle autorità di Arnhem che tutti gli ebrei che vivevano in città dovessero essere tenuti in custodia sino a nuove disposizioni. Su richiesta degli olandesi, l'arciduca Mattia riportò la pace in gran parte delle province locali, grazie all'art. 13 dell'Unione di Utrecht del 1579. Nel 1581, i deputati delle Province Unite dichiararono l'indipendenza con l'Atto di abiura che depose Filippo da loro sovrano. Come conseguenza di questi due eventi, gli ebrei perseguitati in Spagna e Portogallo si riversarono per la maggior parte nella Repubblica olandese dove trovarono rifugio.

### I sefarditi
Col termine di sefarditi o ebrei sefarditi, si indicano quegli ebrei originari di Spagna e Portogallo espulsi o costretti forzosamente a convertirsi al cattolicesimo alla fine del XV secolo. Molti rimasero nella penisola iberica convertendosi alla nuova religione in pubblico e praticando il giudaismo in segreto (si vedano a tal proposito le voci anusim, cripto-ebrei o marrani). Ad ogni modo, la nuova Repubblica olandese offriva condizioni di vita più favorevoli per gli ebrei osservanti che potevano ivi praticare la loro religione apertamente. Molti dunque migrarono in massa ad Amsterdam, stabilendovisi con le loro famiglie e portando con sé le loro esperienze commerciali e le loro conoscenze finanziarie e commerciali. In particolare furono gli ebrei portoghesi a portare nei Paesi Bassi i metodi di costruzione di nuove navi che consentirono ai Paesi Bassi di emergere come potenza coloniale in competizione ad esempio con gli imperi coloniali iberici.
Dopo essere stati rifiutati a Middelburg e a Haarlem, gli anusim giunsero ad Amsterdam nel 1593. Tra di loro vi erano molti mercanti e persone con grandi capacità commerciali che lavorarono assiduamente per far prosperare il paese. Divennero degli strenui sostenitori della casa di Orange e vennero in cambio protetti dagli statolder. Nel corso della Tregua dei dodici anni il commercio della Repubblica olandese incrementò notevolmente, in particolare ad Amsterdam dove i marranos avevano spostato tutti i loro beni e dove avevano costituito le basi per le loro operazioni e relazioni commerciali con l'estero, tra cui il mantenimento dei contatti commerciali con il Levante e con il Marocco. Il re del Marocco aveva un proprio ambasciatore all'Aia di nome Samuel Pallache, attraverso la mediazione del quale, nel 1620, gli ebrei olandesi poterono concludere i primi contratti commerciali con gli stati barbareschi.
Il commercio dell'Olanda con gli stati spagnoli del Sudamerica venne gestito in particolare tramite gli ebrei spagnoli. Questi contribuirono anche alla fondazione della Compagnia olandese delle Indie occidentali nel 1621 e molti di loro sedettero nel suo direttorio. L'ambizioso schema degli olandesi per la conquista del Brasile venne condotto personalmente da Francisco Ribeiro, un capitano portoghese che aveva dei legami con gli ebrei in Olanda. Alcuni anni dopo gli olandesi in Brasile richiedevano più manodopera e pertanto molti furono gli ebrei olandesi che emigrarono in Sudamerica per tale scopo. Nel 1642 circa 600 ebrei lasciarono Amsterdam, accompagnati da Isaac Aboab da Fonseca e da Moses Raphael de Aguilar. Gli ebrei olandesi supportarono largamente la Repubblica olandese nella sua lotta contro il Portogallo per il possesso del Brasile, ma dopo la loro sconfitta trovarono rifugio in altri possedimenti olandesi come ad esempio sull'isola di Curaçao nei Caraibi o a New Amsterdam (odierna Manhattan, New York).
Gli ebrei sefarditi olandesi inoltre intesserono relazioni commerciali anche con altri paesi in Europa, e già dall'inizio del XVII secolo, un gran numero di loro migrò dall'Olanda nella regione del basso Elba. In una lettera datata 25 novembre 1622, re Cristiano IV di Danimarca invitava gli ebrei di Amsterdam ad insediarsi a Glückstadt dove, tra gli altri privilegi, avrebbero ottenuto il permesso di esercitare liberamente la loro religione.

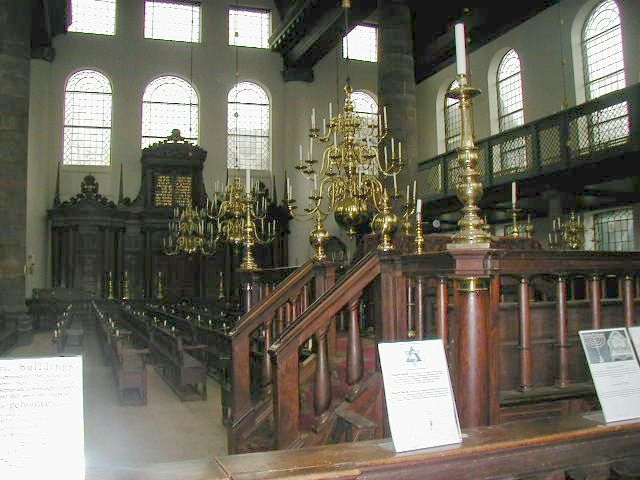
L'interno dell'Amsterdam Esnoga, la sinagoga portoghese-israelita (sefardita) inaugurata il 2 agosto 1675, e che ancora oggi viene utilizzata dalla comunità ebraica locale.

Oltre ai mercanti, tra gli ebrei olandesi si trovavano diversi medici come Samuel Abravanel, David Nieto, Elijah Montalto, e la famiglia Bueno, dei quali Joseph Bueno venne chiamato come consultore durante la malattia del principe Maurizio nell'aprile del 1623. Gli ebrei vennero ammessi come studenti all'università dove si applicarono perlopiù nei campi della medicina e delle scienze, ma non venne loro permessi di laurearsi in legge né di occupare cattedre universitarie. La stessa città di Amsterdam nel 1632 li escluse inoltre con una risoluzione dalla presenza nelle gilde commerciali della città. Vennero fatte ad ogni modo delle eccezioni particolari nel caso in cui la loro professione fosse in diretta relazione con la religione da loro praticata: stampatori, venditori di libri, macellai, droghieri, banchieri, ecc. Al 1655 risale la prima raffineria di zucchero della città di proprietà di un ebreo. Alcune figure chiave dell'ebraismo sefardita nell'area furono ad esempio in quest'epoca Menasseh Ben Israel, il quale fu corrispondente con diversi capi cristiani ed aiutò a promuovere il reinsediamento degli ebrei in Inghilterra; un altro fu Benedictus de Spinoza (Baruch Spinoza), che venne scomunicato dalla comunità ebraica locale nel 1656 dopo aver parlato pubblicamente della sua idea di Dio nella sua opera più famosa Etica.

### Aschenaziti
Molti ebrei tedeschi vennero attratti dalle province olandesi così tolleranti, in particolare dopo la seconda metà del XVII secolo. A differenza dei più acculturati marrani, molti di questi risiedevano nei ghetti per sfuggire alle persecuzioni, ed in particolare alle violenze della Guerra dei Trent'anni (1618–1648) in altre parti del nord Europa, e alle espulsioni che localmente li colpirono dopo la Rivolta di Chmel'nyc'kyj del 1648 in Polonia. Dal momento che molti di questi immigrati erano poveri, ovviamente vennero accolti meno volentieri in Olanda. Il loro arrivo minacciava infatti lo status economico di Amsterdam e molti di loro vi rimasero per breve tempo, salvo alcune eccezioni. Si insediarono invece più volentieri nelle aree rurali come colportori o venditori ambulanti. Questo portò alla fondazione di diverse comunità ebraiche anche nelle province olandesi.
Ad ogni modo, col passare del tempo, anche queste comunità di ebrei tedeschi raggiunsero una certa prosperità grazie al commercio e alla lavorazione dei diamanti, la cui industria rimase loro esclusivo monopolio sino agli anni '70 dell'Ottocento. Quando il principe Guglielmo IV venne proclamato statolder nel 1747, gli ebrei trovarono in lui un nuovo protettore. Questi infatti aveva compreso che il mantenere delle relazioni stabili con gli ebrei avrebbe voluto dire grandi vantaggi per il proprio paese; si legò in particolare alla famiglia De Pinto la cui villa a Tulpenburg, presso Ouderkerk, fu sovente luogo di incontri di stato. Nel 1748, quando l'esercito francese si trovava alla frontiera olandese e il tesoro statale languiva, furono i De Pinto a raccogliere la somma necessaria per pagare le difese richieste allo stato. Van Hogendorp, segretario di stato, scrisse al capofamiglia: "Voi avete salvato lo stato." Nel 1750 furono sempre i De Pinto a riuscire a portare il debito nazionale dal 4% al 3%.
Sotto il governo di Guglielmo V il paese venne tormentato da dissensi interni; gli ebrei, ad ogni modo, rimasero fedeli allo statolder. L'8 marzo 1766, quando ascese al trono, in tutte le sinagoghe olandesi si tennero dei riti di ringraziamento particolari. Guglielmo V non si dimenticò dei suoi sudditi ebrei. Il 3 giugno 1768, visitò le sinagoghe delle comunità ebraiche tedesche e portoghesi e presenziò al matrimonio di diverse famiglie olandesi ebraiche.

### La Rivoluzione Francese e Napoleone
Nell'anno 1795 la Rivoluzione Francese oltrepassò i confini della Francia e giunse anche nei Paesi Bassi, portando l'idea dell'emancipazione degli ebrei. La Convenzione Nazionale del 2 settembre 1796, proclamò questa risoluzione: "Nessun ebreo sia escluso dai diritti e dai doveri che sono associati ai cittadini della Repubblica Batava." Moses Moresco venne nominato membro del consiglio cittadino di Amsterdam; Moses Asser membro della corte di giustizia della capitale. I vecchi conservatori, tra cui spiccava il rabbino capo Jacob Moses Löwenstamm, ad ogni modo non accolsero positivamente questa emancipazione, dal momento che ritenevano che la loro cultura fondamentalmente non vedesse di buon occhio che l'ebreo praticante si inserisse così a fondo in una società comunque sentita come "non sua", sebbene questa gli offrisse delle condizioni di vita migliori. La Rivoluzione si può dire che dunque migliorò in maniera apprezzabile le condizioni degli ebrei nei Paesi Bassi. Nel 1798 Jonas Daniel Meijer intercedette presso il ministero degli esteri francese per conto degli ebrei tedeschi e il 22 agosto 1802, l'ambasciatore olandese, Schimmelpenninck, si prodigò sempre per loro conto presso il ministero francese.
Dal 1806 al 1810 il Regno d'Olanda venne retto da Luigi Bonaparte, si dimostrò particolarmente intenzionato a favorire gli ebrei, ma la breve durata del suo regno gli impedì di portare a pieno compimento i suoi piani. Ad esempio in alcune città come Utrecht e Rotterdam spostò il mercato dal sabato al lunedì per consentire ad ebrei e cristiani di rispettare i loro giorni di festa, abolì l'uso del "giuramento giudaico" nelle corti di giustizia e richiese che per ebrei e cristiani venisse utilizzata la medesima formula. Anche il servizio militare venne appianato: creò due battaglioni di 803 uomini e 60 ufficiali ciascuno interamente composti da ebrei.
In questo periodo si distinsero personaggi ebrei olandesi come Meier Littwald Lehemon, Mozes Salomon Asser, Capadose e i medici David Heilbron (che introdusse l'uso del vaccino in Olanda), Stein van Laun (tellurium), e molti altri.

### XIX e XX secolo

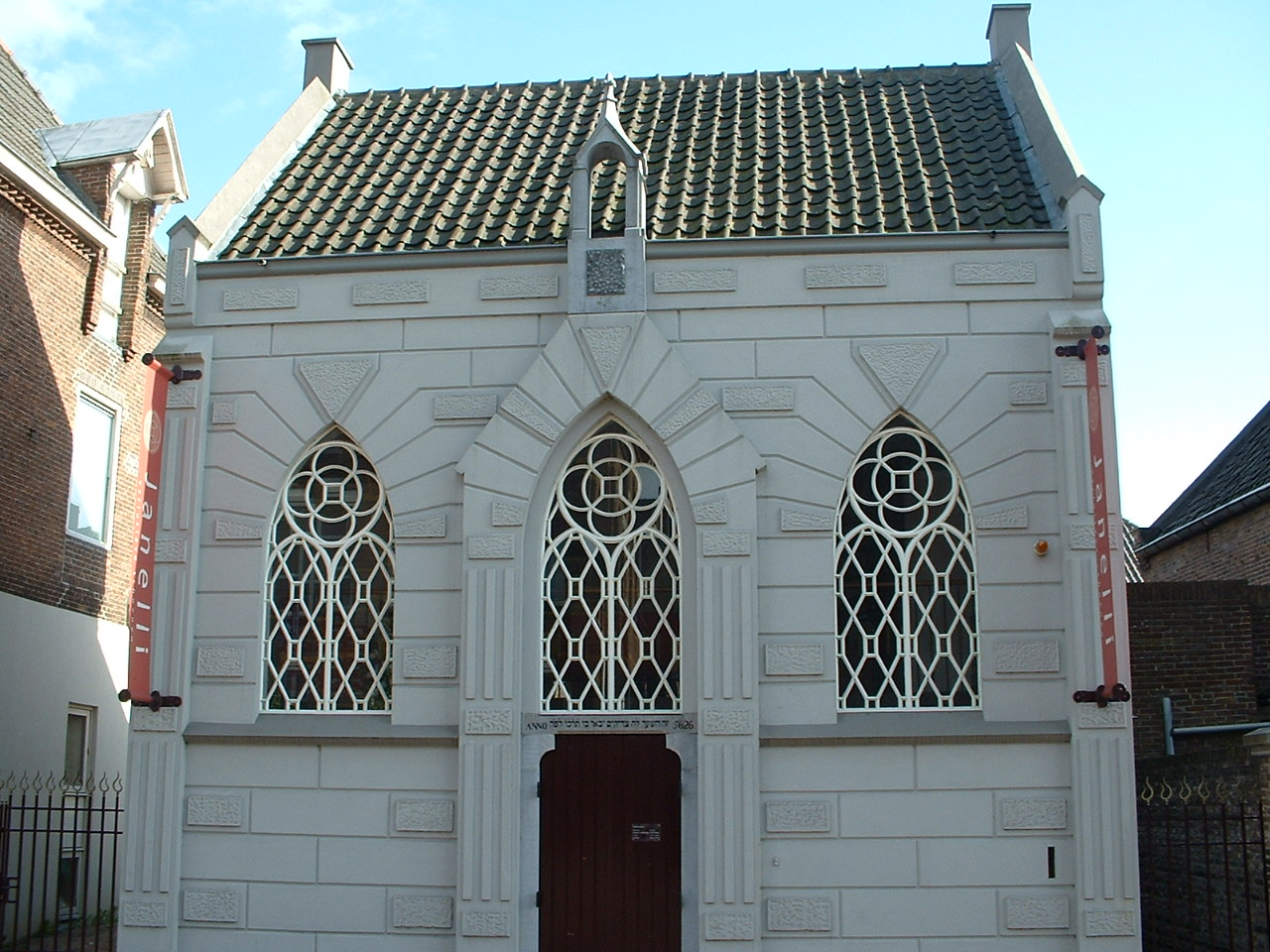
La sinagoga nel villaggio di Veghel. La comunità locale di Veghel raggiunse il picco massimo di popolazione di fede ebraica nell'anno 1900. Negli anni seguenti diminuirono sino a 30 membri che vennero deportati integralmente durante l'olocausto.

Il 30 novembre 1813, Guglielmo VI giunse a Scheveningen, e l'11 dicembre successivo venne solennemente incoronato re col nome di Guglielmo I.
Il rabbino capo Lehmans dell'Aia organizzò dei festeggiamenti speciali implorando la protezione di Dio sulle armate alleate il 5 gennaio 1814. Molti ebrei combatterono a Waterloo, dove trentacinque ufficiali ebrei olandesi trovarono la morte. Guglielmo VI si interessò personalmente delle condizioni degli ebrei nel suo regno. Il 26 febbraio 1814, promulgò una legge tramite la quale abolì tutte le istituzioni volute dal dominio francese in Olanda, ma gli ebrei continuarono a prosperare per tutto l'Ottocento. Nell'anno 1900, Amsterdam contava 51 000 ebrei, L'Aia 5 754, Rotterdam 10 000, Groninga 2 400, Arnhem 1224. Il totale della popolazione olandese nel 1900 era di 5 104 137 di cui il 2% era di fede ebraica.
I Paesi Basi, e Amsterdam in particolare, rimasero i principali centri della popolazione ebraica sino alla seconda guerra mondiale, al punto che Amsterdam venne definita la Gerusalemme dell'ovest dai suoi stessi abitanti di fede ebraica.
I primi problemi di attrito tra la comunità ebraica e le altre presenti, però, si manifestarono tra la fine del XIX secolo e l'inizio del XX secolo per una serie di motivi: il crescente numero di matrimoni misti tra le due comunità, il venir meno dell'osservanza delle pratiche religiose come quella del sabato e il sempre maggiore coinvolgimento della comunità ebraica nell'amministrazione civile del paese.
Gli ebrei olandesi costituivano una parte minoritaria della popolazione dei Paesi Bassi e mostravano una forte tendenza a una migrazione prevalentemente interna. L'ascesa inoltre del socialismo fu un collettore che attrasse molti di coloro che avevano contratto matrimoni misti tra ebrei e cristiani che abbandonarono le rispettive affiliazioni religiose per buttarsi poi in politica perché giudicata più significativa delle differenze razziali e religiose.
Il numero degli ebrei nei Paesi Bassi crebbe considerevolmente tra l'inizio del XIX secolo e la seconda guerra mondiale. Tra il 1830 e il 1930, la presenza degli ebrei nei Paesi Bassi aumentò di circa il 250%.
| Anno | Numero di ebrei | Fonte                                    |
| ---- | --------------- | ---------------------------------------- |
| 1830 | 46,397          | Censimento*                              |
| 1840 | 52,245          | Censimento*                              |
| 1849 | 58,626          | Censimento*                              |
| 1859 | 63,790          | Censimento*                              |
| 1869 | 67,003          | Censimento*                              |
| 1879 | 81,693          | Censimento*                              |
| 1889 | 97,324          | Censimento*                              |
| 1899 | 103,988         | Censimento*                              |
| 1909 | 106,409         | Censimento*                              |
| 1920 | 115,223         | Censimento*                              |
| 1930 | 111,917         | Censimento*                              |
| 1941 | 154,887         | Occupazione nazista**                    |
| 1947 | 14,346          | Censimento*                              |
| 1954 | 23,723          | Commissione per la demografia ebraica*** |
| 1960 | 14,503          | Censimento*                              |
| 1966 | 29,675          | Commissione per la demografia ebraica*** |

(*) Dati derivati da quelle persone definitesi "giudaiche" nella sezione "religione" del censimento olandese
(**) Persone con almeno uno dei nonni di religione ebraica (il cosiddetto "quarto ebraico")
(***) Membri delle congregazioni ebraiche olandesi

### L'olocausto

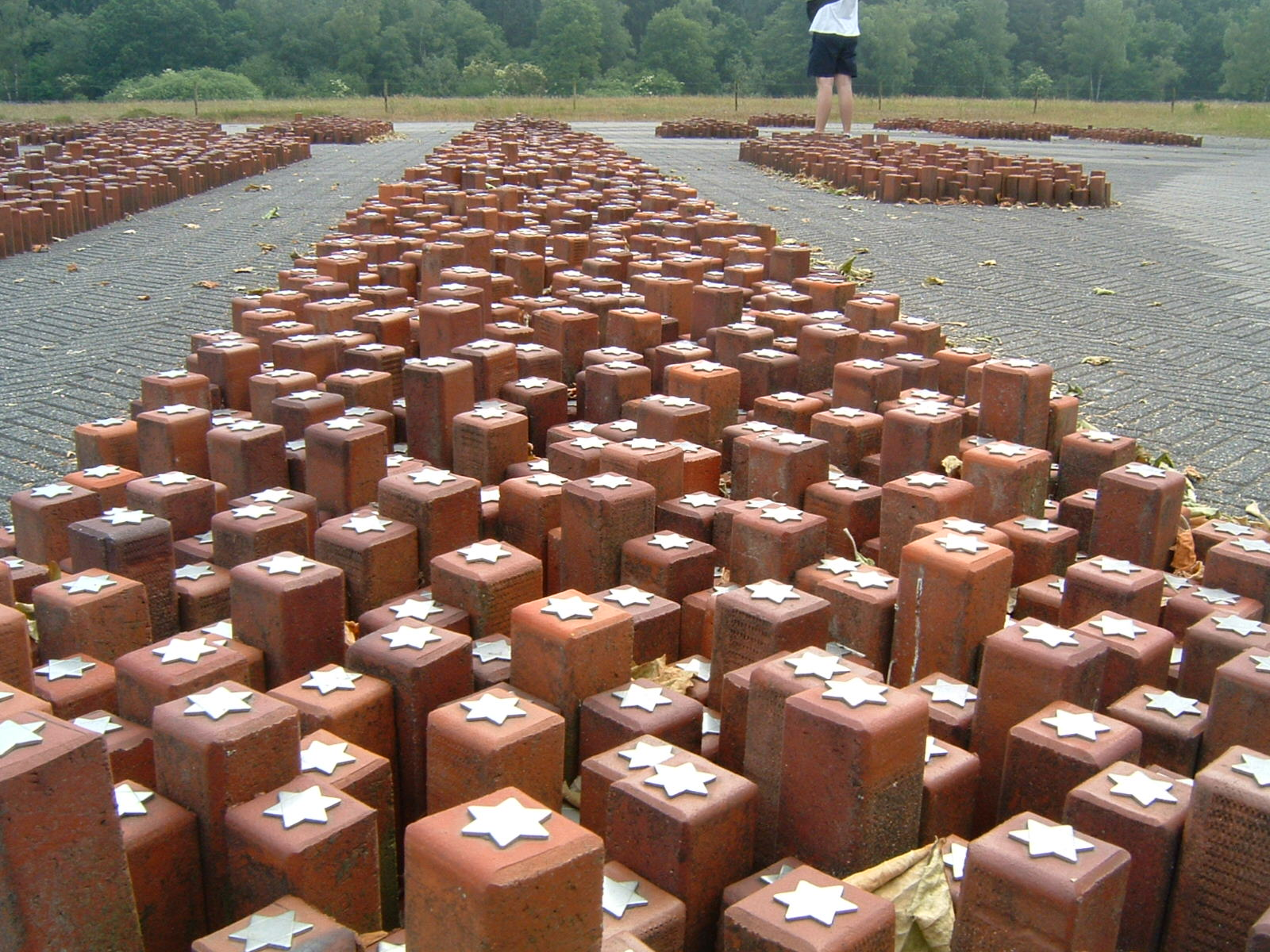
Monumento al campo di Westerbork: ogni pietra rappresenta un ebreo morto al campo nazista di Westerbork

Nel 1939, vi erano circa 140.000 ebrei nei Paesi Bassi, tra questi 24.000-25.000 erano rifugiati ebrei tedeschi che avevano lasciato la Germania dopo l'ascesa di Hitler negli anni '30. L'occupazione nazista censì accuratamente tutti gli ebrei presenti che nel 1941 risultarono essere 121.000 di ashkenaziti e 4300 sefarditi. 19.000 dichiararono di avere due nonni ebrei. Circa 6000 persone dichiararono di avere un nonno ebreo.
Nel 1941, gran parte degli ebrei olandesi viveva ad Amsterdam, ed il censimento voluto dai nazisti si preoccupò anche di indicare la provenienza di questi a seconda delle loro province d'origine:
- Groninga – 4,682
- Frisia – 851
- Drenthe – 2,498
- Overijssel – 4,345
- Gheldria – 6,663
- Utrecht – 4,147
- Olanda Settentrionale – 87,026 (inclusi 79,410 ad Amsterdam)
- Olanda Meridionale – 25,617
- Zelanda – 174
- Brabante Settentrionale – 2,320
- Limburgo – 1,394
- Totale – 139,717

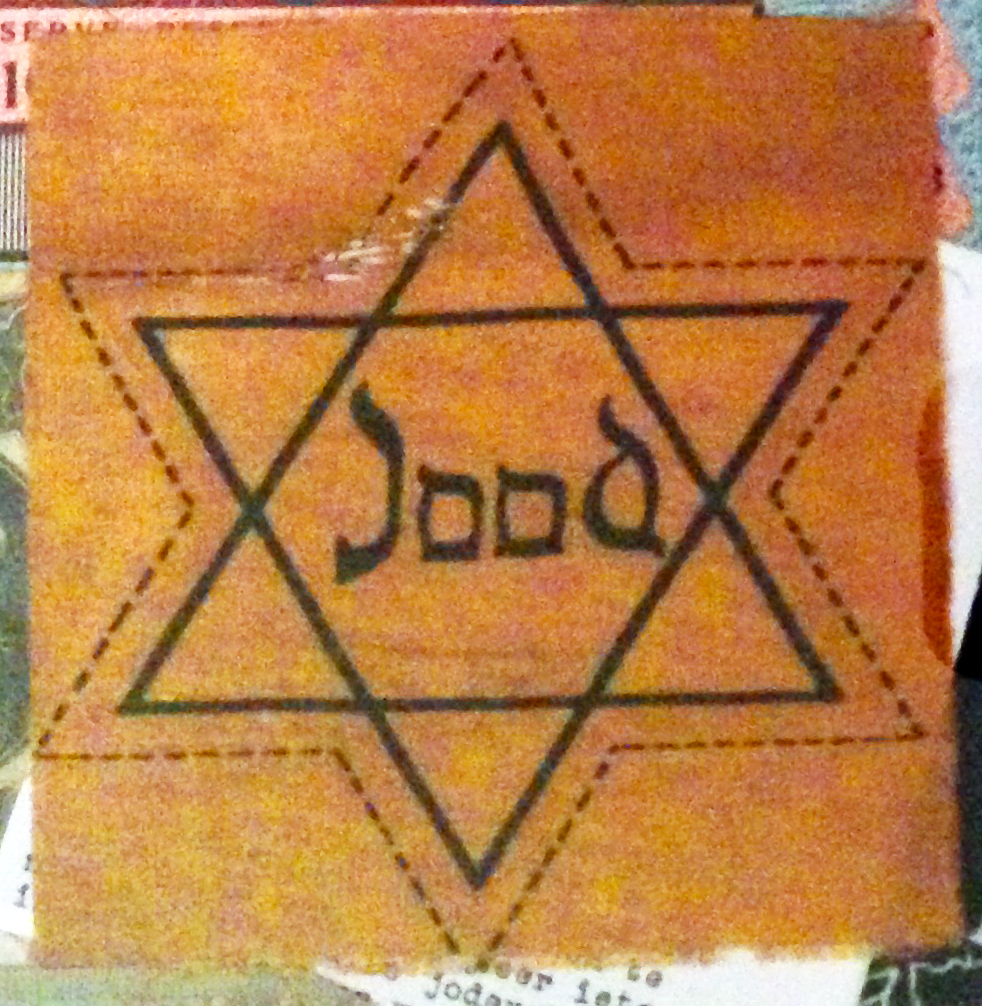
La stella di Davide gialla indossata dagli ebrei olandesi

Nel 1945, gli ebrei olandesi si erano ridotti a 35.000 individui, anche se si stima che l'esatto numero di ebrei olandesi sopravvissuti all'olocausto sia stato di 34.379 (di cui 8500 erano figli di matrimoni misti e pertanto vennero risparmiati dalla deportazione e dalla possibile morte nei campi di concentramento); il numero di "mezzi ebrei" presenti nei Paesi Bassi alla fine della seconda guerra mondiale nel 1945 era stimato in 14.545, mentre il numero di "quarti di ebrei" era di 5990. Circa il 75% della popolazione ebrea olandese morì, una percentuale molto alta se comparata alle percentuali di altri paesi europei.
Tra i principali fattori che influenzarono il fato degli ebrei olandesi vi fu sicuramente il fatto che il paese non era sottoposto a un regime militare in quanto il governo e la regina si erano portati in esilio in Inghilterra, lasciando l'intero apparato di governo assolutamente intatto. Un altro fattore importante è che all'epoca i Paesi Bassi erano lo stato europeo con il più alto tasso di densità di abitanti dell'Europa occidentale, fatto che faceva sì che gli ebrei perlopiù non riuscissero a nascondere la loro identità. Gran parte degli ebrei presenti, inoltre, erano poveri e questo limitava le loro capacità di spostamento o di fuga. Altro fattore era il fatto che il paese era naturalmente privo di boschi o spazi montuosi adatti per formare comunità di rifugiati. L'amministrazione civile in molti casi, per evitare ritorsioni sulle comunità, preferì consegnare gli elenchi dei cittadini, dove appunto erano indicati anche gli ebrei. È importante denotare come la maggior parte dei cittadini olandesi fosse completamente all'oscuro dell'esistenza dei campi di concentramento e pertanto riteneva corretto "registrarsi" presso le autorità naziste per trovare lavoro, specialmente verso la Germania dove però si trovavano in realtà i campi di concentramento. Quando questo si riseppe, scoppiò lo Sciopero di febbraio, una delle più grandi manifestazioni di sciopero contro il regime nazista nel corso della seconda guerra mondiale e una delle più significative. L'impressione comune è che gli olandesi semplicemente si adattarono al nuovo regime, con le sue consuetudini anche relative agli ebrei.

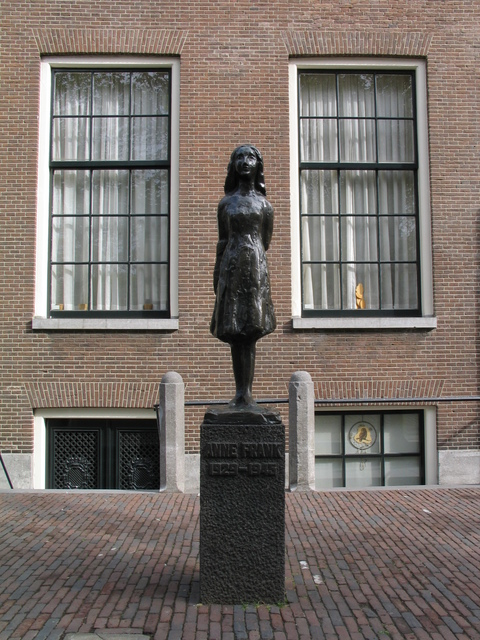
Questa statua ad Amsterdam commemora Anna Frank, la giovane scrittrice ebrea olandese che per qualche tempo riuscì a nascondersi durante la seconda guerra mondiale

Durante il primo anno dell'occupazione dei Paesi Bassi, gli ebrei, che già erano stati individuati con l'aiuto delle autorità locali, vennero obbligati a portare sulla loro carta d'identità una grande "J". Gli ebrei vennero banditi da certe occupazioni e isolati ancora di più dalla vita pubblica. A partire dal gennaio del 1942, alcuni ebrei olandesi vennero costretti a lasciare Amsterdam; altri vennero direttamente deportati al campo di transito di Westerbork, un campo di concentramento presso il piccolo villaggio di Hooghalen. Westerbork venne fondato nel 1939 dal governo olandese come campo rifugiati per gli ebrei provenienti dalla Germania dopo le persecuzioni seguite alla Kristallnacht. Dopo l'occupazione tedesca dei Paesi Bassi nel 1940, divenne un campo di transito per gli ebrei diretti nei campi di concentramento dell'Europa centrale ed orientale. Quasi tutti i prigionieri di Westerbork morirono poi durante la seconda guerra mondiale.
A Westerbork vennero inviati anche tutti gli ebrei non olandesi che pure risiedevano nei Paesi Bassi. Più di 15.000 ebrei vennero inviati nei campi di concentramento, diretti dall'Olanda in Polonia (dal 15 giugno 1942 e sino al 13 settembre 1944). 101.000 ebrei olandesi vennero deportati a bordo di 98 trasporti: da Westerbork ad Auschwitz (57.800 su 65 trasporti), a Sobibor (34.313 su 19 trasporti), a Bergen-Belsen (3724 su 8 trasporti) e a Theresienstadt (4466 su 6 trasporti), da cui la maggior parte non fece ritorno. Altri 6000 ebrei olandesi vennero deportati in altri luoghi (come ad esempio Vught) in Germania, in Polonia e in Austria (a Mauthausen ad esempio). Solo 5200 di loro riuscirono a sopravvivere. Solo 16.500 olandesi ebrei riuscirono a salvarsi nascondendosi durante la guerra, di cui 7000-8000 riuscirono a fuggire all'estero (Regno Unito e Svizzera) o perché erano sposati con donne o uomini non ebrei.
Una delle vittime più conosciute degli ebrei olandesi fu indubbiamente Anna Frank. Con sua sorella, Margot Frank, morì di tifo nel marzo del 1945 nel campo di concentramento di Bergen-Belsen per le condizioni sanitarie disastrose a cui i nazisti le avevano costrette. La madre di Anna Frank, Edith Frank-Holländer, morì di fame ad Auschwitz. Il padre di Anna Frank, Otto Frank, sopravvisse alla guerra. Tra le vittime olandesi dell'olocausto si ricordano Etty Hillesum, Abraham Icek Tuschinski e Edith Stein (Santa Teresa Benedetta della Croce).
Al contrario di molti altri paesi dove gli aspetti della vita e della cultura ebraica vennero eradicati durante la shoah, ad Amsterdam sopravvivono ancora oggi molti registri rabbinici che rendono la storia degli ebrei in Olanda particolarmente ben documentata.

### 1945–1960
La popolazione ebrea olandese dopo la seconda guerra mondiale conobbe molti cambiamenti significativi: emigrazione, basse nascite e matrimoni interrazziali. Dopo la seconda guerra mondiale e la devastazione causata dall'olocausto, centinaia di ebrei sopravvissuti compirono l'aliyah verso la Palestina, poi Israele. L'aliyah degli ebrei olandesi inizialmente sorpassò quella delle altre nazioni occidentali, al punto che ancora oggi in Israele vi sono 6000 ebrei olandesi. Altri emigrarono negli Stati Uniti.
Nel 1947, due anni dopo la fine della guerra, il numero totale di ebrei nei Paesi Bassi era di appena 14.346 (rispetto ai 154.887 registrati nel 1941 all'occupazione nazista). Il numero salì a 24.000 nel 1954 anche se comunque rimase bassissimo rispetto ai numeri registrati nel 1941 (anche se ancora oggi rimane ancora poco chiaro se le autorità naziste avessero eseguito il conto a livello razziale o religioso).
Nel 1954 gli ebrei nei Paesi Bassi erano così ripartiti:
- Groninga – 242
- Frisia – 155
- Drenthe – 180
- Overijssel – 945
- Gheldria – 997
- Utrecht – 848
- Olanda Settentrionale – 15,446 (tra cui 14,068 ad Amsterdam)
- Olanda Meridionale – 3,934
- Zelanda – 59
- Brabante Settentrionale – 620
- Limburgo – 297
- Totale – 23,723

### Anni '60 e '70
Gli anni '60 e '70 per gli ebrei olandesi videro ancora nascite ribassate, mentre aumentarono ulteriormente i matrimoni misti: il 41% degli ebrei maschi e il 28% delle donne ebree. and Jentl en Jewell.

### Dagli anni '80 ad oggi
La popolazione ebrea nei Paesi Bassi dagli anni '80 divenne più internazionalizzata, con influssi prevalentemente derivati dagli israeliti e dagli ebrei russi. Circa un ebreo olandese su tre non osserva ad oggi le tradizioni ebree in famiglia. Col tempo gli ebrei olandesi si sono concentrati perlopiù ad Amsterdam (circa 5000-7000),. Nell'ultimo decennio 10.000 ebrei olandesi sono emigrati in Israele.
Attualmente vi sono circa 41.000-45.000 persone nei Paesi Bassi che sono ebrei secondo la definizione dalla halakha (legge rabbinica). Gran parte degli ebrei olandesi vive nelle principali città dell'ovest dei Paesi Bassi (Amsterdam, Rotterdam, L'Aia, Utrecht); più del 44% degli ebrei olandesi vive ad Amsterdam, che è considerata a ragione il centro della vita ebraica nei Paesi Bassi. Nel 2000, il 20% della popolazione ebrea olandese aveva più di 65 anni.
Vi sono 150 sinagoghe nei Paesi Bassi, di cui però solo 50 sono attualmente utilizzate per riti religiosi officiati regolarmente. Le maggiori comunità ebraiche dei Paesi Bassi si trovano ad Amsterdam, Rotterdam ed all'Aia.